# Andertensche Wiese
Die Andertensche Wiese ist eine Innerortsstraße in Hannover, die im Stadtteil Calenberger Neustadt von der Brühlstraße zur Dreyerstraße führt. Sie wurde nach dem althannoverschen Patrizier-Geschlecht von Anderten benannt.

## Geschichte und Beschreibung

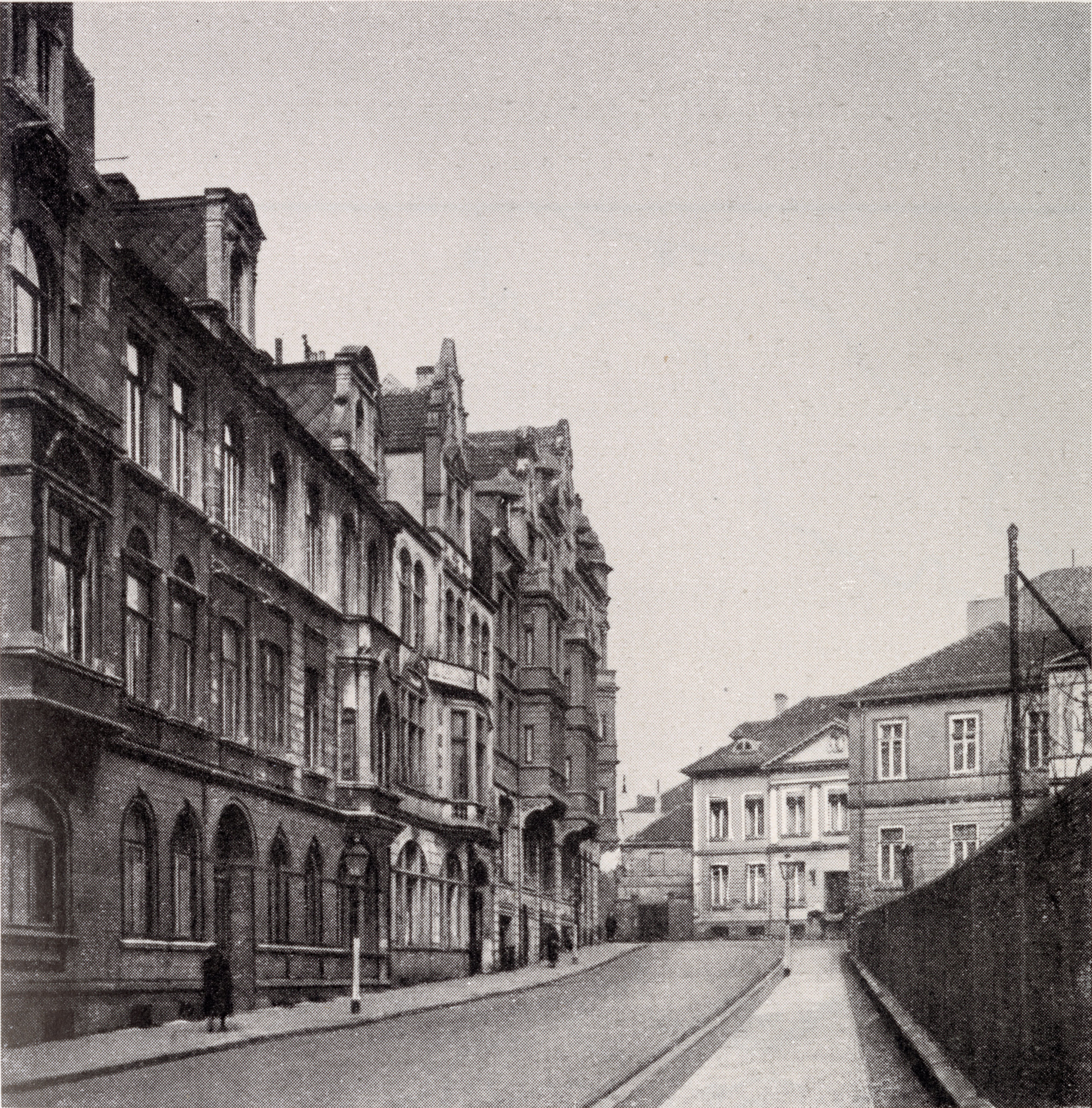
Wohngebäude um 1940; Blick zur Brühlstraße;
Punktrasterdruck nach Georg Frebold

Der heutige Verkehrsweg war bereits während der Personalunion zwischen Großbritannien und Hannover ein historischer Gartenweg im Kurfürstentum Braunschweig-Lüneburg, der um das Jahr 1800 unter dem Namen In der Wisch bekannt war. Zur Zeit des Königreichs Hannover erhielt die Wegeführung ihre bis heute gültig amtliche Bezeichnung, denn „die Ländereien daselbst gehörten der stadthannoverschen Patrizierfamilie von Anderten.“
Anfang des 20. Jahrhunderts wurde an der Andertenschen Wiese eine Berufsbildende Schule (BBS) errichtet, die später und Denkmalschutz gestellte Berufsbildende Schule Hannah Arendt.

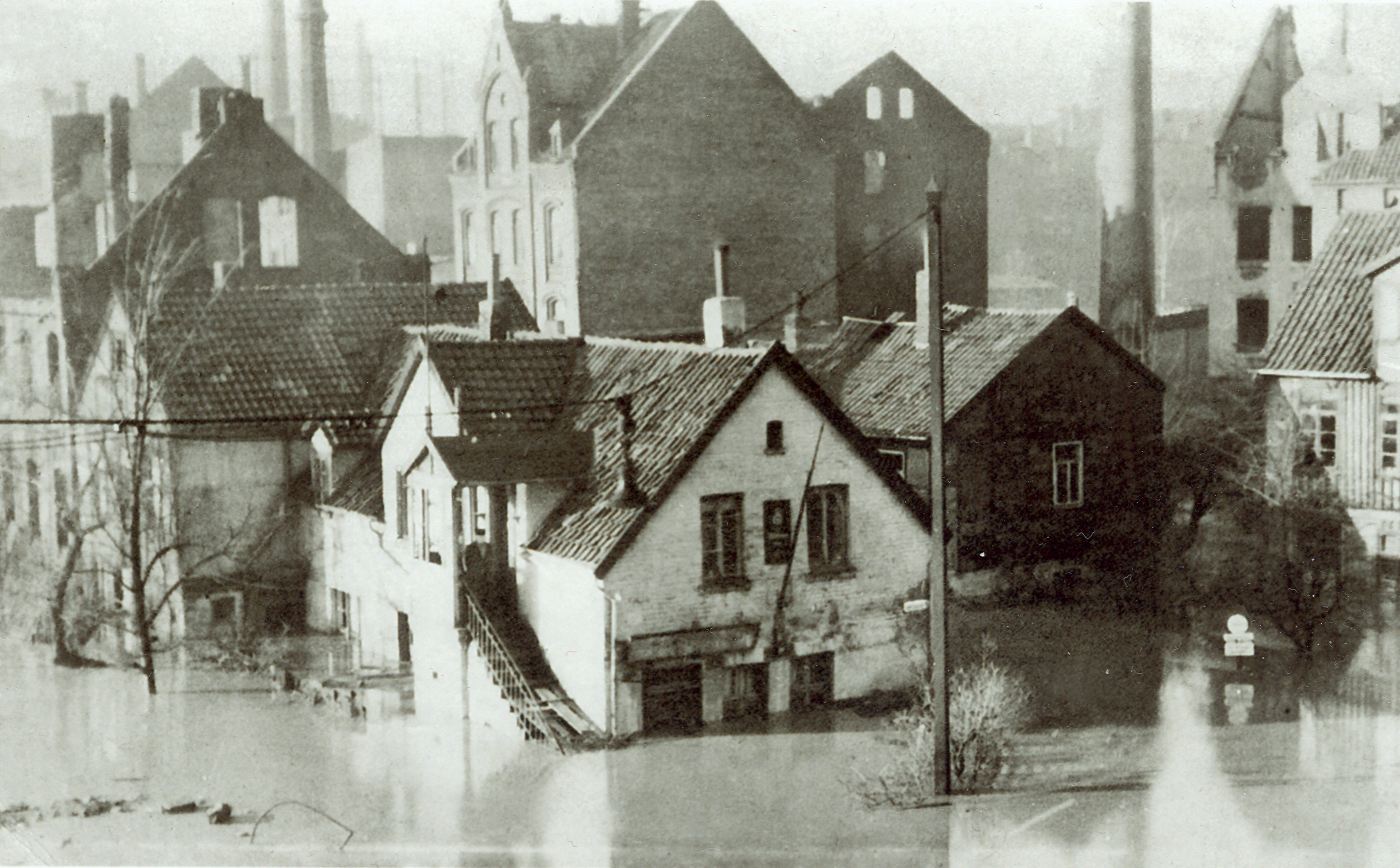
Hochwasser 1946 Ecke Dreyerstraße

Da die Straße von der höhergelegenen Brühlstraße in die Niederterrasse der Leine führt, waren der Straßenzug und seine Anwohner kurz nach den Luftangriffe auf Hannover im Zweiten Weltkrieg zudem stark von der Hochwasserkatastrophe von 1946 betroffen.

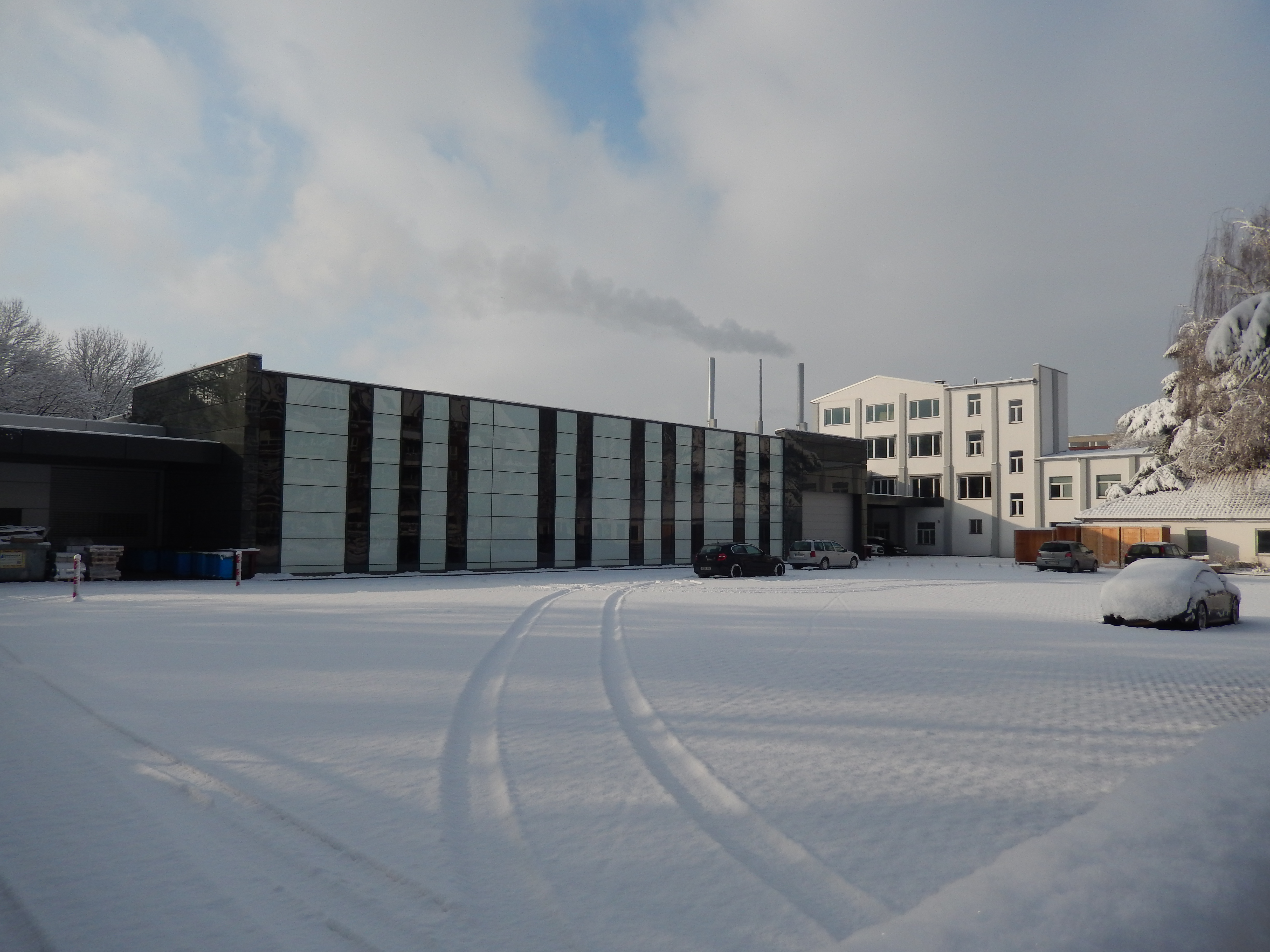
Die nach den Druckern Robert Leunis und John Chapmann benannte rlc packaging group

## Persönlichkeiten
Zu den bekannten Anwohnern vor Ort zählten beispielsweise
- um 1884 der politisch-philosophische Schriftsteller Edgar Bauer im Haus Nummer 49[5]
- Ende des 19. Jahrhunderts der Architekt Richard Auhagen im Haus Nummer 20[6]